# Hebe pubescens
Hebe pubescens é uma espécie de planta do gênero Hebe.